# Національна спілка майстрів народного мистецтва України
Націона́льна спі́лка майстрі́в наро́дного мисте́цтва Украї́ни (НСМНМУ) — добровільна громадська самоврядувальна творча організація, що об'єднує майстрів традиційного народного мистецтва, мистецтвознавців, дослідників у цій галузі та професійних художників, які своєю творчою діяльністю сприяють відродженню й розвитку мистецьких традицій народу.
Установчий з'їзд Спілки, на якому затверджено Статут організації, відбувся 26 січня 1990 року в Києві. Фундаторами Спілки стали Міністерство культури УРСР, Міністерство місцевої промисловості УРСР, Міністерство лісового господарства УРСР, ЦК ЛКСМ України, Укрпрофрада, Інститут мистецтвознавства, фольклору та етнографії імені Максима Рильського, Спілка художників УРСР, Українське товариство охорони пам'яток історії та культури, Українські республіканські відділення Радянського фонду культури, Дитячого фонду імені Леніна, видавництво «Дніпро», журнали «Соціалістична культура» та «Пам'ятки України», газети «Культура і життя» та «Радянська Україна».

## Ключові особи
- Шевченко Євген Ігорович — голова спілки (з листопада 2004) — український майстер народного мистецтва, мистецтвознавець, заслужений діяч мистецтв України

## Періодичні видання
Спілкою в 1997 заснований науково-популярний мистецький журнал України «Народне мистецтво».

## Осередки спілки
- Львівський обласний осередок
- Полтавський обласний осередок
- Сумський обласний осередок